# ناحية الدبوني
ناحية الدبونى ناحية عراقية تتبع أداريا إلى قضاء العزيزية شمال محافظة واسط وتبعد عن مدينة الكوت نحو 30 كم، على ضفاف نهر دجلة ويقدر عدد سكانها بحوالي 25 الف نسمة تقريبا لعام 2014م بحسب موقع محافظة واسط وهي من المناطق التي تشتهر بزراعة القمح والشعير والتمر وتعتبر من أهم المناطق الزراعية في المحافظة بسبب قربها من نهر دجلة وسكانها معظمهم من المزارعين.

## التاريخ
هي مدينة حديثة حيث إستحدثت للمرة الأولى عام 2001 كناحية تقع شمال الكوت بنحو 65 كم وجنوب العزيزية بنحو 20 كم.
تضم الدبوني حوالي 25000 خمسة وعشرون ألف نسمه حسب البطاقة التموينية وفيها مركزين صحيين و18 مدرسة إبتدائية ومتوسطة وثانوية
وقد سميت منطقة الدبوني على اسم الضابط عبد الحميد الدبوني وهو أحد المناهضين ضد الإحتلال البريطاني ومن قادة الثورة في تلعفر ضد الإحتلال البريطاني عام 1920م وهو أحد أعضاء حزب العهد، اجتمع بالقبائل العربية والتركمانية والكردية والايزيدية التي تسكن تلعفر وسنجار من شمر وعكيدات ومتيوت وحثهم على الثورة، ثم توجه إلى دير الزور والتقى بالشيخ فهد البطيخ أحد رؤساء عشيرة شمر الطوقة وتسكن مابين الصويرة والعزيزية، ومن هنا توطدت العلاقة بينهما في مابعد الثورة. وفي فترة من الفترات إشترى السيد عبد الحميد الدبوني أملاك ومزاع في إحدى القرى التابعة لعشيرة رفيق دربة من الشيخ فهد البطيخ، وكانت قرية صغيرة جداً وسميت على اسم السيد عبد الحميد الدبوني.